# Championnat de France féminin de football 1977-1978
Navigation
Édition précédente Édition suivante
Le Division 1 1977-1978  est la 4e édition du championnat de France féminin de football.
Le premier niveau national du championnat féminin oppose vingt clubs français répartis dans quatre groupes de cinq équipes, en une série de huit rencontres jouées durant la saison de football. Les deux meilleures équipes de chaque groupe sont qualifiées pour les quarts de finale de la compétition. La phase finale consiste en trois tours de confrontations directes aller-retour.
Les dernières places de chaque groupe du championnat sont synonymes de relégation en division inférieure.
À l'issue de la saison, l'AS Étrœungt décroche le premier titre de champion de France de son histoire en battant en finale le Stade de Reims, tenant du titre, sur le score cumulé de deux buts à un.

## Participants
Ces tableaux présentent les dix-huit équipes qualifiées pour disputer le championnat 1977-1978. On y trouve le nom des clubs, la date de création du club, l'année de la dernière montée au sein de l'élite, le nom des stades ainsi que la capacité de ces derniers.
Le championnat comprend quatre groupes de cinq équipes.
Légende des couleurs
- Champion de Division 1 la saison précédente.
- Promu de Division d'Honneur.

| Nom du club        | Date de création | Dernière montée | Stade              | Capacité | Vict. |
| ------------------ | ---------------- | --------------- | ------------------ | -------- | ----- |
| CS Château-Thierry | -                | 1977            | -                  | -        | /     |
| AS Étrœungt        | -                | 1975            | -                  | -        | /     |
| ES Juvisy-sur-Orge | 1971             | 1976            | Stade Robert-Bobin | -        | /     |
| US Orléans         | -                | -               | -                  | -        | /     |
| Stade de Reims     | 1968             | -               | -                  | -        | 3     |

| Nom du club    | Date de création | Dernière montée | Stade                              | Capacité | Vict. |
| -------------- | ---------------- | --------------- | ---------------------------------- | -------- | ----- |
| FC Baldersheim | -                | 1977            | -                                  | -        | /     |
| Caluire SCSC   | 1968             | 1976            | Complexe sportif Terre des Lièvres | -        | /     |
| FC Danjoutin   | -                | 1977            | -                                  | -        | /     |
| FC Metz        | -                | -               | -                                  | -        | /     |
| Vitry FC       | -                | -               | Parc omnisports Fabien Ghiloni     | -        | /     |

| Nom du club            | Date de création | Dernière montée | Stade                   | Capacité | Vict. |
| ---------------------- | ---------------- | --------------- | ----------------------- | -------- | ----- |
| Bergerac Foot          | -                | -               | -                       | -        | /     |
| US Colomiers           | -                | 1975            | Stade Bertrand Andrieux | -        | /     |
| FC Lyon                | -                | 1977            | Stade Vuillermet        | -        | /     |
| Olympique de Marseille | 1920             | 1975            | Stade de la Pépinière   | -        | /     |
| AS Romagnat            | -                | 1977            | -                       | -        | /     |

| Nom du club        | Date de création | Dernière montée | Stade                   | Capacité | Vict. |
| ------------------ | ---------------- | --------------- | ----------------------- | -------- | ----- |
| ASPTT Bordeaux     | -                | 1976            | -                       | -        | /     |
| SO Châtelleraudais | -                | 1976            | -                       | -        | /     |
| AS Gagnerie        | -                | 1977            | Stade du Val de Chézine | -        | /     |
| US Montfaucon      | -                | 1976            | -                       | -        | /     |
| FF Quimper         | 1971             | 1975            | Stade de Kerhuel        | 2 040    | /     |

Localisation des clubs engagés dans le championnat
| \| Stade de Reims FC Metz AS Étrœungt US Orléans Vitry FC FF Quimper Bergerac Foot US Colomiers Olympique de Marseille ES Juvisy-sur-Orge ASPTT Bordeaux Caluire SCSC SO Châtelleraudais US Montfaucon FC Baldersheim FC Danjoutin CS Château-Thierry AS Gagnerie FC Lyon AS Romagnat \| |
| Stade de Reims FC Metz AS Étrœungt US Orléans Vitry FC FF Quimper Bergerac Foot US Colomiers Olympique de Marseille ES Juvisy-sur-Orge ASPTT Bordeaux Caluire SCSC SO Châtelleraudais US Montfaucon FC Baldersheim FC Danjoutin CS Château-Thierry AS Gagnerie FC Lyon AS Romagnat       |

## Compétition

### Premier Tour

#### Classements
Le classement est calculé avec le barème de points suivant : une victoire vaut deux points, le match nul un et la défaite zéro.
Critères de départage en cas d'égalité au classement :
1. classement aux points des matchs joués entre les clubs ex æquo ;
2. différence entre les buts marqués et les buts concédés par chacun d’eux au cours des matchs qui les ont opposés ;
3. différence entre les buts marqués et les buts concédés sur la totalité des matchs joués dans le championnat ;
4. plus grand nombre de buts marqués sur la totalité des matchs joués dans le championnat ;
5. en cas de nouvelle égalité, une rencontre supplémentaire aura lieu sur terrain neutre avec, éventuellement, l’épreuve des tirs au but.

| Rang | Équipe               | Pts | J | G | N | P | Bp | Bc | Diff |
| ---- | -------------------- | --- | - | - | - | - | -- | -- | ---- |
| 1    | Stade de Reims T     | 7   | 4 | 3 | 1 | 0 | 12 | 5  | +7   |
| 2    | AS Étrœungt          | 5   | 4 | 1 | 3 | 0 | 1  | 8  | -7   |
| 3    | ES Juvisy-sur-Orge   | 4   | 4 | 1 | 2 | 1 | 4  | 4  | 0    |
| 4    | US Orléans           | 3   | 4 | 1 | 1 | 2 | 3  | 7  | -4   |
| 5    | CS Château-Thierry P | 1   | 4 | 0 | 1 | 3 | 3  | 7  | -4   |

|  | Qualifié pour les quarts de finale. |
|  | Relégué en division inférieure. |
|  | Rétrogradé administrativement. |
|  | T Tenant du titre. P Promu de Division d'Honneur. Pts points ; G victoires ; N match nuls ; P défaites Bp buts marqués ; Bc buts encaissés ; Diff différence de buts |

| Rang | Équipe           | Pts | J | G | N | P | Bp | Bc | Diff |
| ---- | ---------------- | --- | - | - | - | - | -- | -- | ---- |
| 1    | Caluire SCSC     | 8   | 4 | 4 | 0 | 0 | 36 | 0  | +36  |
| 2    | FC Metz          | 6   | 4 | 3 | 0 | 1 | 20 | 6  | +14  |
| 3    | FC Baldersheim P | 3   | 4 | 1 | 1 | 2 | 7  | 19 | -12  |
| 4    | Vitry FC         | 1   | 3 | 0 | 1 | 2 | 1  | 20 | -19  |
| 5    | FC Danjoutin P   | 0   | 3 | 0 | 0 | 3 | 5  | 24 | -19  |

|  | Qualifié pour les quarts de finale. |
|  | Qualifié pour les quarts de finale Rétrogradé administrativement.                                                                                 |
|  | Relégué en division inférieure. |
|  | Rétrogradé administrativement. |
|  | P Promu de Division d'Honneur. Pts points ; G victoires ; N match nuls ; P défaites Bp buts marqués ; Bc buts encaissés ; Diff différence de buts |

| Rang | Équipe                 | Pts | J | G | N | P | Bp | Bc | Diff |
| ---- | ---------------------- | --- | - | - | - | - | -- | -- | ---- |
| 1    | AS Romagnat P          | 5   | 4 | 2 | 1 | 1 | 7  | 5  | +2   |
| 2    | US Colomiers           | 4   | 4 | 1 | 1 | 2 | 4  | 2  | +2   |
| 3    | Olympique de Marseille | 4   | 4 | 1 | 2 | 1 | 3  | 4  | -1   |
| 4    | Bergerac Foot          | 4   | 4 | 1 | 2 | 1 | 4  | 6  | -2   |
| 5    | FC Lyon P              | 3   | 4 | 1 | 1 | 2 | 5  | 6  | -1   |

|  | Qualifié pour les quarts de finale. |
|  | Relégué en division inférieure. |
|  | Rétrogradé administrativement. |
|  | P Promu de Division d'Honneur. Pts points ; G victoires ; N match nuls ; P défaites Bp buts marqués ; Bc buts encaissés ; Diff différence de buts |

| Rang | Équipe                   | Pts | J | G | N | P | Bp | Bc | Diff |
| ---- | ------------------------ | --- | - | - | - | - | -- | -- | ---- |
| 1    | Football Féminin Quimper | 6   | 4 | 3 | 0 | 1 | 11 | 3  | +8   |
| 2    | SO Châtelleraudais       | 6   | 4 | 3 | 0 | 1 | 9  | 5  | +4   |
| 3    | US Montfaucon            | 5   | 4 | 2 | 1 | 1 | 4  | 3  | +1   |
| 4    | Saint-Herblain P         | 2   | 4 | 0 | 2 | 2 | 1  | 7  | -6   |
| 5    | ASPTT Bordeaux           | 1   | 4 | 0 | 1 | 3 | 2  | 9  | -7   |

|  | Qualifié pour les quarts de finale. |
|  | Qualifié pour les quarts de finale Rétrogradé administrativement.                                                                                 |
|  | Relégué en division inférieure. |
|  | P Promu de Division d'Honneur. Pts points ; G victoires ; N match nuls ; P défaites Bp buts marqués ; Bc buts encaissés ; Diff différence de buts |

Source : France Football, No 1656 du 3 janvier 1978, p. 21

### Phase finale
Source : Erik Garin et Hervé Morard, « France - List of Women Final Tables », sur rsssf.com
|  | Quarts de finale | Quarts de finale         | Quarts de finale | Quarts de finale |                |                | Demi-finales | Demi-finales | Demi-finales | Demi-finales |  |  | Finale | Finale | Finale | Finale |
|  |                  |                          |                  |                  |                |                |              |              |              |              |  |  |        |        |        |        |
|  |                  |                          |                  |                  |                |                |              |              |              |              |  |  |        |        |        |        |
|  |                  |                          |                  |                  |                |                |              |              |              |              |  |  |        |        |        |        |
|  | Gr.C             | AS Romagnat              | 1                | 1 (5)            |                |                |              |              |              |              |  |  |        |        |        |        |
|  | Gr.C             | AS Romagnat              | 1                | 1 (5)            |                |                |              |              |              |              |  |  |        |        |        |        |
|  | Gr.B             | FC Metz                  | 1                | 1 (3)            |                |                |              |              |              |              |  |  |        |        |        |        |
|  | Gr.B             | FC Metz                  | 1                | 1 (3)            | AS Romagnat    | AS Romagnat    | 2            | 1 (1)        |              |              |  |  |        |        |        |        |
|  |                  |                          |                  |                  | AS Romagnat    | AS Romagnat    | 2            | 1 (1)        |              |              |  |  |        |        |        |        |
|  |                  |                          | AS Étrœungt      | AS Étrœungt      | 2              | 1 (2)          |              |              |              |              |  |  |        |        |        |        |
|  | Gr.A             | AS Étrœungt              | AS Étrœungt      | AS Étrœungt      | 2              | 1 (2)          | 1            | 0 (4)        |              |              |  |  |        |        |        |        |
|  | Gr.A             | AS Étrœungt              |                  |                  |                |                |              | 0 (4)        |              |              |  |  |        |        |        |        |
|  | Gr.D             | Football Féminin Quimper | 0                | 1 (3)            |                |                |              |              |              |              |  |  |        |        |        |        |
|  | Gr.D             | Football Féminin Quimper | 0                | 1 (3)            | AS Étrœungt    | AS Étrœungt    | 1            | 1            |              |              |  |  |        |        |        |        |
|  |                  |                          |                  |                  | AS Étrœungt    | AS Étrœungt    | 1            | 1            |              |              |  |  |        |        |        |        |
|  |                  |                          | Stade de Reims   | Stade de Reims   | 0              | 1              |              |              |              |              |  |  |        |        |        |        |
|  | Gr.A             | Stade de Reims           | Stade de Reims   | Stade de Reims   | 0              | 1              | 7            | 2            |              |              |  |  |        |        |        |        |
|  | Gr.A             | Stade de Reims           |                  |                  |                |                |              |              |              |              |  |  |        |        |        |        |
|  | Gr.D             | SO Châtellerault         | 1                | 0                |                |                |              |              |              |              |  |  |        |        |        |        |
|  | Gr.D             | SO Châtellerault         | 1                | 0                | Stade de Reims | Stade de Reims | 3            | 1            |              |              |  |  |        |        |        |        |
|  |                  |                          |                  |                  | Stade de Reims | Stade de Reims | 3            | 1            |              |              |  |  |        |        |        |        |
|  |                  |                          | Caluire SCSC     | Caluire SCSC     | 0              | 3              |              |              |              |              |  |  |        |        |        |        |
|  | Gr.B             | Caluire SCSC             | Caluire SCSC     | Caluire SCSC     | 0              | 3              | 6            | 7            |              |              |  |  |        |        |        |        |
|  | Gr.B             | Caluire SCSC             |                  |                  |                |                |              | 7            |              |              |  |  |        |        |        |        |
|  | Gr.C             | US Colomiers             | 1                | 1                |                |                |              |              |              |              |  |  |        |        |        |        |
|  | Gr.C             | US Colomiers             | 1                | 1                |                |                |              |              |              |              |  |  |        |        |        |        |
|  |                  |                          |                  |                  |                |                |              |              |              |              |  |  |        |        |        |        |

## Bilan de la saison
| Championnat de France féminin de football 1977-1978 |                         |
| Champion                                            | AS Étrœungt (1er titre) |
| Dauphin                                             | Stade de Reims          |
| Promotions et relégations                           |                         |
| Promus en Division 1                                | FCF Hénin-Beaumont      |
| Promus en Division 1                                | AS Nancy-Lorraine       |
| Promus en Division 1                                | FC Saint-Lô             |
| Promus en Division 1                                | VGA Saint-Maur          |
| Promus en Division 1                                | FR Sessenheim           |
| Promus en Division 1                                | AS Soyaux               |
| Promus en Division 1                                | AS Valentigney          |
| Relégués en Division d'Honneur                      | ASPTT Bordeaux          |
| Relégués en Division d'Honneur                      | FC Baldersheim          |
| Relégués en Division d'Honneur                      | SO Châtelleraudais      |
| Relégués en Division d'Honneur                      | FC Danjoutin            |
| Relégués en Division d'Honneur                      | ES Juvisy-sur-Orge      |
| Relégués en Division d'Honneur                      | FC Metz                 |
| Relégués en Division d'Honneur                      | Vitry FC                |